# Львівська обласна клінічна лікарня
Львівська обласна клінічна лікарня — одна з найстаріших багатопрофільних лікувальних медичних установ України, найстаріша діюча лікарня Галичини, створена у 1783 році.

## Історія
1783 року, під час касаційних реформ австрійського уряду (так званої «Йосифінської касати») колегію було закрито. 30 червня 1783 року рескриптом Імператора Йосифа II було ініційовано створення лікарні, а саме у будівлю вже колишньої Колегії Піярів було перенесено шпиталь братів Милосердя (боніфратрів), який до цього часу займав приміщення монастиря однойменного ордену та костел святого Лаврентія, що розташовувалися вище при нинішній вулиці Личаківській та були під час реформи передані військовим. Лікарня отримала назву Allgemeinen Krankenhaus або Загальний шпиталь.
1 червня 1785 року призначено головного лікаря (протомедика) закладу та створено відділення: для хворих, божевільних та породіль, а також невелике клінічне відділення, на базі якого мали навчатись студенти новоствореного медичного факультету Львівського університету. Утримання хворих в усіх відділеннях здійснювалось за рахунок місцевого та крайового бюджетів, клінічне відділення фінансувалось урядом та отримувало дотації з навчального фонду. У 1853 році хірург міського шпиталю Загорський провів першу термінову нічну операцію, а для освітлення приміщення операційної скористалися гасовими лампами. Постановою Вищого Міністерства від 19 січня 1854 року Загальний шпиталь отримав назву Крайовий загальний шпиталь у Львові. 1850 року шпиталь отримав можливість для закінчення будови східного крила головної будівлі, але так як коштів критично не вистачало — добудова тривала до 1885 року. Тоді ж було закуплено територію для розширення вулиці до моргу.
Згідно ухвали Галицького крайового сейму від 25 травня 1875 року, відділення для божевільних зі Львівського загального шпиталю було перенесено в спеціально збудовану будівлю на Кульпаркові. 1 січня 1876 року це відділення реорганізоване у самостійну психіатричну установу. Цікавий той факт, що до відкриття міської божевільні на Кульпаркові, відділення для божевільних містилося саме тут, у колишній колегії піярів. Тому у львівській гварі XIX століття слово «піяри» значило те саме, що нині «кульпарків»… 

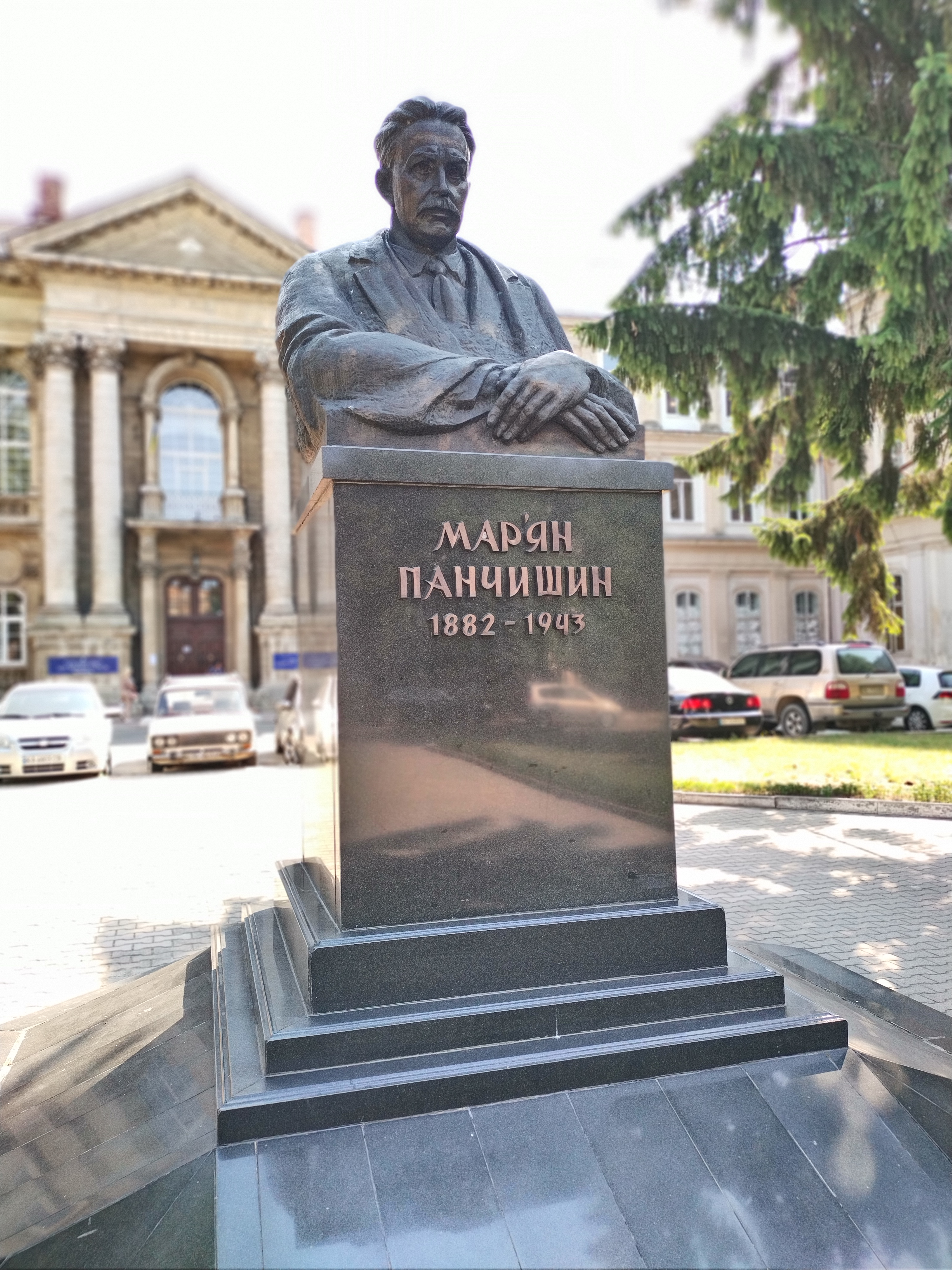
Головний корпус лікарні (колишній колегіум піярів) та пам'ятник Мар'яну Панчишину

1869 року в університеті Гайдельбергу було вперше видалено нирку. Через 16 років цю операцію повторив львівський лікар Шандауер. У наступні роки було організовано хімічну лабораторію та збудовано прозекторій, пральню, лазню, перероблено каналізацію, проведено водогони та гасове освітлення. У 1893—1898 роках було закуплено будинок з садом на вулиці Пекарській для корпусів інфекційного відділення, збудовано пологовий будинок, а також терапевтичний, хірургічний та адміністративний корпуси шпиталю. Наступним етапом розвитку медичної установи стало відновлення у 1894 році роботи медичного факультету Львівського університету для чого на вулиці Пекарській, 52 у 1891—1895 роках за проєктом Йозефа Браунзайса було збудовано комплекс навчальних корпусів, а Крайовий загальний шпиталь став його клінічною базою. 1899 року у хірургічному відділенні було встановлено рентгенапарат. Того ж року лікар-уролог М. Герман у своїй праці обґрунтував використання X-променів (рентгенівського випромінювання) для діагностики сечокам'яної хвороби. У 1900 році професор Емануїл Емерик Махек обґрунтував застосування рентгенівських променів для виявлення та вилучення чужорідних тіл ока та орбіти. А вже за декілька років в усіх відділеннях клініки застосовували рентген. 1910 року до Загального шпиталю приєднана дитяча лікарня святої Софії (заснована 1845 року) та створено три дитячих відділення. 1912 року збудовано приміщення для інфекційного відділення при вулиці Пекарській. На початку 1910-х років у лікарні почали досліджувати дію радію при лікуванні онкології. У міжвоєнний період на базі Львівського державного загального шпиталю існувала станція санітарної авіації, вона розташовувалася на нинішній вул. Юрія Руфа, 4. 1 січня 1940 року на базі медичного факультету Львівського університету заснований Львівський державний медичний інститут, якому були передані корпуси колишнього Загального шпиталю під назвою Клініки Львівського державного медичного інституту. У січні 1959 року утворено Львівську обласну клінічну лікарню, яка міститься за цією адресою й донині. 
У 2000 році перед головним корпусом лікарні було встановлено пам'ятник Мар'яну Панчишину (скульптор Василь Гурмак), який було споруджено коштом лікарів. У жовтні 2018 року у результаті реорганізації змінено назву медичної установи на Комунальне некомерційне підприємство Львівської обласної ради «Львівська обласна клінічна лікарня».
Протягом останніх років у лікарні запроваджено ряд передових медичних технологій та методик, зокрема в галузі мініінвазивної хірургії, як кардіохірургічні операції на працюючому серці пластики аортального та мітрального клапанів та білатерального мамакоронарного шунтування на працюючому серці, лапароскопічні втручання при хірургічній, гінекологічній, урологічній патології, трансуретральні резекції новоутворів сечового міхура та простати, ендоскопічне видалення каменів нирок та сечоводів, офтальмологічні операції з використанням системи INFINITI Vision System тощо, що дозволило збільшити кількість органозберігаючих оперативних втручань у 3 рази. Пологове відділення та відділення новонароджених є базовим тренінговим центром у Західному регіоні України.
6 серпня 2024 року Львівська обласна рада погодилася безкоштовно передати у державну власність некомерційне підприємство ЛОР «Львівська обласна клінічна лікарня». Це дасть можливість на її базі створити клініку Львівського національного медичного університету імені Данила Галицького.

## Структура
Львівська обласна клінічна лікарня має 25 корпусів, з них 21 — лікувально-діагностичний. До структури лікарні входять наступні відділення:
- Судинної хірургії;
- Ревматології;
- Хірургічні відділення № 1, № 2, № 3;
- Урології;
- Нефрології;
- Хронічного гемодіалізу;
- Гастроентерології;
- Проктологічне відділення;
- Патології вагітності;
- Екстрагенітальної патології;
- Неонатального догляду;
- Гінекології;
- Офтальмології № 1, № 2;
- Отоларингологічне;
- Щелепно-лицевої хірургії;
- Профпатології;
- Терапевтичне відділення;
- Приймально-діагностичне відділення;
- Консультативна поліклініка.

Крім того лікарня має ряд параклінічних підрозділів, зокрема різноманітні лабораторії. Лікарня надає медичну допомогу мешканцям Львівської області та інших регіонів України. Зокрема на базі відділення судинної хірургії та хронічного гемодіалізу функціонує Центр трансплантації органів, тканин та інших анатомічних матеріалів. На базі відділення хронічного гемодіалізу діє Центр замісної ниркової терапії з двома відділеннями амбулаторного хронічного гемодіалізу у Червонограді та Дрогобичі. Також у складі Львівської обласної клінічної лікарні функціює Львівський обласний неонатальний центр, діє виїзна неонатологічна бригада та Львівський регіональний навчально-методичний центр реанімації новонароджених. Також у лікарні є Центр розсіяного склерозу, Центр екстрапірамідних захворювань та Протиепілептичний центр. У 2010 році центр пластичної хірургії було реорганізовано у Львівський обласний центр травматології, ортогнатичної та реконструктивної хірургії щелепно-лицевої ділянки.

## Керівництво
Починаючи з вересня 2010 року незмінним генеральним директором КНП ЛОР «Львівська обласна клінічна лікарня» є Михайло Михайлович Гичка.

## Видатні особи пов'язані з історією лікарні
- Генрик Гальбан (1870—1933) — професор, декан медичного факультету, ректор Львівського університету, засновник Львівської наукової школи неврології та психіатрії.
- Люція Фрей-Готтесман (1889—1942) — польська лікарка, невролог. Авторка одного з перших описів неврологічного синдрому вушно-скроневого нерву, названого на її честь — синдромом Фрей.
- Емануїл Емерик Махек (1852—1930) — професор, керівник офтальмологічного відділення (від 1892 року). Долучився до створення офтальмологічної клініки у Львові, яка за кількістю та складністю операцій у 1914 році мала 4 місце у світі.
- Антоній Юраш (1847—1923) — польський лікар отоларинголог, професор, декан медичного факультету Львівського університету (1913—1915), ректор Львівського університету (1918—1919). Домігся створення оториноларингологічного відділення на 40 ліжок, що дозволило відкрити у Львівському університеті кафедру отоларингології, якою керував упродовж 1908—1919 років.
- Станіслав Мончевський — лікар-гінеколог, доцент кафедри акушерства та гінекології Львівського університету імені Яна Казимира. Завідувач відділення акушерства та гінекології Крайового загального шпиталю.
- Єжи Гжендзєльський — польський лікар-окуліст, доцент офтальмологічної клініки Львівського університету імені Яна Казимира. Керівник офтальмологічної клініки професора Адама Беднарського у 1939—1941 роках.
- Ян Тадеуш Папе (1865—1927) — лікар шкірно-венеричних хвороб, Доктор медицини, громадський діяч, віце-голова Загальної поліклініки у Львові, член Крайової ради здоров'я у Львові, голова Лікарської палати, у 1910 році — вільно практикуючий лікар, віце-голова Лікарської палати.
- Вітольд Валеріян Новіцький (1878—1941) — польський лікар, педагог, професор, завідувач кафедри патологічної анатомії (1919—1941), декан медичного факультету (1923—1924, 1939). Був багатолітнім прозектором Львівської державної лікарні загального профілю.
- Тадеуш Островський (1881—1941) — польський лікар-хірург, педагог, альпініст. Працював завідувачем хірургічного відділення лікарні Загального профілю.
- Владислав Добжанецький (1887—1941) — польський лікар-педіатр, піонер польської пластичної хірургії, професор. Завідував відділом хірургії Львівського загального шпиталю у 1938—1939 роках.
- Мар'ян Панчишин (1882—1943) — український лікар і громадський діяч. Організатор і довголітній голова Українського лікарського товариства, піонер охорони здоров'я в Західній Україні.